# Denis Špoljarić
Denis Milan Špoljarić (* 20. August 1979 in Zagreb, SR Kroatien, Jugoslawien) ist ein ehemaliger kroatischer Handballspieler. Seine Körperlänge beträgt 1,95 m. Mittlerweile ist er als Handballtrainer tätig.
Špoljarić, der u. a. für den deutschen Verein Füchse Berlin spielte und für die kroatische Nationalmannschaft (Rückennummer 18) auflief, galt als ausgemachter Defensivspezialist. Im Angriff kam der Rechtshänder nur selten zum Einsatz, dann aber auf Rückraum Mitte.

## Karriere

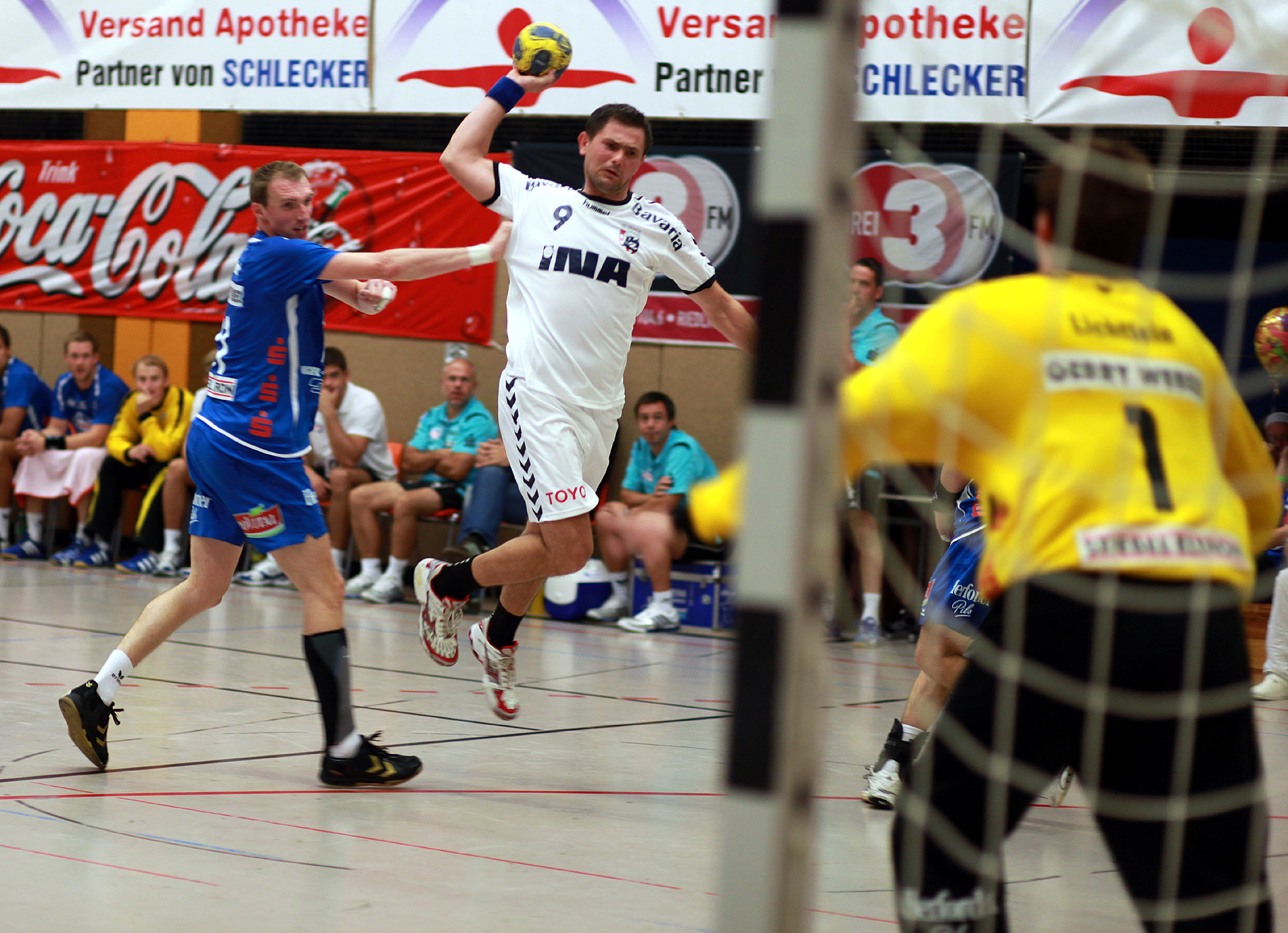
Denis Špoljarić beim Torwurf

Denis Špoljarić spielte seit seiner Jugend beim RK Zagreb und bestritt dort auch seine ersten Ligaspiele. Mit Zagreb gewann er 1997, 1998, 1999, 2000 sowie 2001 die nationale Meisterschaft und 1997, 1998, 1999 sowie 2000 den kroatischen Pokal. Schnell spielte er sich ins Blickfeld ausländischer Vereine, sodass er zusammen mit dem Kubaner Julio Fis im Oktober 2001 vom deutschen Verein THW Kiel sowie vom Schweizer Pfadi Winterthur getestet wurde. Schließlich ging Fis nach Kiel und Špoljarić schloss sich Winterthur an, wo er als Ersatz für den Ungarn Gábor Vass eingeplant war. Nach dem Gewinn der Schweizer Meisterschaft kehrte er bereits im Sommer 2002 nach Kroatien zurück. Dort gewann er 2003, 2004, 2005 sowie 2006 erneut Meisterschaft und Pokal, bis er schließlich 2006 zum slowenischen Spitzenclub RK Celje wechselte. Dort war er als Ersatz für Uroš Zorman eingeplant und gewann 2007 ebenfalls die Meisterschaft, kehrte aber erneut nach nur einem Jahr zu seinem finanziell rehabilitierten kroatischen Stammverein zurück. Im Sommer 2010 schloss Špoljarić sich dem deutschen Verein Füchse Berlin an. Mit den Füchsen erreichte er das Halbfinale der EHF Champions League 2011/12, wo man dem späteren Sieger THW Kiel mit 24:25 unterlag. 2014 gewann er mit den Füchsen den DHB-Pokal. Špoljarić beendete 2016 mit auslaufenden Vertrag verletzungsbedingt seine Karriere.
Denis Špoljarić bestritt 131 Länderspiele für die kroatische Nationalmannschaft, kam aber hinter Ivano Balić nur auf wenige Einsätze auf der Spielmacherposition. Bei der Weltmeisterschaft 2003 in Portugal wurde er Weltmeister und bei der Weltmeisterschaft 2005 in Tunesien Vize-Weltmeister. Außerdem holte er bei den Olympischen Spielen 2004 in Athen Gold.
Bei der Weltmeisterschaft 2007 in Deutschland belegte er mit den als Titelfavorit angereisten Kroaten aber nur einen enttäuschenden 5. Platz; bei der Europameisterschaft 2008 in Norwegen dagegen wurde er mit seinem Land Vize-Europameister. Bei der Weltmeisterschaft 2009 im eigenen Land wurde er Vize-Weltmeister.
Špoljarić übernahm zur Saison 2020/21 den Co-Trainerposten von RK Zagreb. Nachdem sich RK Zagreb im November 2022 vom Trainer Ivica Obrvan getrennt hatte, übernahm er gemeinsam mit Tonči Valčić interimsweise das Traineramt. Bei der Handball-Weltmeisterschaft der Männer 2025 gewann Špoljarić als Assistent von Dagur Sigurðsson mit Kroatien die Silbermedaille.

## Erfolge
im Verein
- Kroatischer Meister 1997, 1998, 1999, 2000, 2001, 2003, 2004, 2005, 2006, 2008, 2009, 2010
- Kroatischer Pokalsieger 1997, 1998, 1999, 2000, 2003, 2004, 2005, 2006, 2008, 2009, 2010
- Schweizer Meister 2002
- Slowenischer Meister 2007
- DHB-Pokalsieger 2014
- EHF Europa Pokalsieger 2015

mit der Kroatischen Nationalmannschaft
- Weltmeister 2003
- Vize-Weltmeister 2005 und 2009
- Olympiasieger 2004
- Vize-Europameister 2008

## Bundesligabilanz
| Saison    | Verein        | Spielklasse | Spiele | Tore | 7-Meter | Feldtore |
| --------- | ------------- | ----------- | ------ | ---- | ------- | -------- |
| 2010/11   | Füchse Berlin | Bundesliga  | 32     | 5    | 0       | 5        |
| 2011/12   | Füchse Berlin | Bundesliga  | 21     | 3    | 0       | 3        |
| 2012/13   | Füchse Berlin | Bundesliga  | 20     | 2    | 0       | 2        |
| 2013/14   | Füchse Berlin | Bundesliga  | 33     | 4    | 0       | 4        |
| 2010–2014 | gesamt        | Bundesliga  | 106    | 14   | 0       | 14       |